# JAS 39 Gripen
SAAB JAS 39 „Gripen“ („Грифон“) е шведски многоцелеви изтребител, произвеждан от компанията SAAB.
Приет е на въоръжение във военновъздушните сили на Швеция, Унгария, Чехия, Република Южна Африка и Тайланд. Предстои приемането му и във военновъздушните сили на Бразилия. Използва се от британската Имперска школа за тестови пилоти.

## Конструкция и развитие
„Gripen“ е замислен като самолет, съчетаващ висока ефективност, гъвкавост и издръжливост. Съкращението JAS произлиза от думите Jakt (въздушен бой), Attack (наземни удари) Spaning (разузнаване). Така се подчертава многоцелевата роля на изтребителя. Проектът за самолета е одобрен през 1982 година, когато шведското министерство на отбраната решава да проведе конкурс за създаването на нов самолет, отколкото закупуването на употребявани американски изтребители. Gripen (от шведски – грифон) е и символът на провинцията Сьодерманланд, където се намира град Линшьопинг, седалището на SAAB.
Основната мисъл, с която е създаден самолетът, е той да развива високи скорости и да запазва изключителната си маневреност независимо от височината на полета. Съвременното му оборудване улеснява управлението. Gripen изисква три пъти по-малко средства за поддръжка от своя предшественик – Saab 37 Viggen. Дизайнът му включва делтовидни крила, подобни на тези на Viggen. Любопитен факт за самолета е, че той може да каца на обикновени магистрали и да се презарежда за по-малко от 10 минути с помощта на 5-членен екипаж. Едно от първоначалните изисквания е било самолетът да може да каца на 800-метрови писти. Това е постигнато с увеличаването на предните криле, които служат като въздушни спирачки. Усъвършенстваната аеродинамика позволява на Gripen да носи товари до 6500 kg и в същото време да запазва високата си маневреност и да развива скорости от порядъка на 2 маха.

## Сравнителна таблица с други изтребители
| Изтребител               | JAS 39 Gripen                                                                          | Dassault Rafale                                           | МиГ-29                                   | F-16C Block 50                                                                               | F-18 | Eurofighter Typhoon                                       | J-10                                               |
| ------------------------ | -------------------------------------------------------------------------------------- | --------------------------------------------------------- | ---------------------------------------- | -------------------------------------------------------------------------------------------- | --- | --------------------------------------------------------- | -------------------------------------------------- |
| Произход                 | Швеция                                                                                 | Франция                                                   | СССР                                     | САЩ                                                                                          | САЩ | Европа                                                    | Китай                                              |
| Изображение              |                                                                                        |                                                           |                                          |                                                                                              | |                                                           |                                                    |
| Двигател                 | 1х Volvo Aero RM12                                                                     | 2х Snecma M88-2                                           | 2х Климов РД-33                          | 1х General Electric F100-PW-129                                                              | 2х General Electric F404-GE-402                                                                                        | 2х Eurojet EJ200                                          | 1х WS-10A Тайхан                                   |
| Тяга на максимал         | 54 kN                                                                                  | 50,04 kN всеки                                            | 53,9 kN всеки                            | 79,2 kN                                                                                      | 48,9 kN всеки | 60 kN всеки                                               | 89,17 kN                                           |
| Тяга на форсаж           | 80 kN                                                                                  | 75,62 kN всеки                                            | 81,4 kN всеки                            | 129,4 kN                                                                                     | 79,2 kN всеки | 90 kN всеки                                               | 129,4 kN                                           |
| Максимална скорост       | 2410 km/h                                                                              | 1900 km/h                                                 | 2445 km/h                                | 2145 km/h                                                                                    | 1915 km/h | 2120 km/h                                                 | 2450 km/h                                          |
| Маса празен              | 6620 kg                                                                                | 9500 kg                                                   | 11 000 kg                                | 8273 kg                                                                                      | 11200 kg | 11000 kg                                                  | 9730 kg                                            |
| Нормална излетна маса    | 8720 kg                                                                                | 14 016 kg                                                 | 16 800 kg                                | 12 000 kg                                                                                    | 16 850 kg | 15 550 kg                                                 | 18 500 kg                                          |
| Максимална излетна маса  | 14 000 kg                                                                              | 24 500 kg                                                 | 21 000 kg                                | 19 200 kg                                                                                    | 23 400 kg | 23 500 kg                                                 | 19 277 kg                                          |
| Таван на полета          | 15 240 m                                                                               | 16 800 m                                                  | 18 000 m                                 | 17 200 m                                                                                     | 15 000 m | 19 800 m                                                  | 20 000 m                                           |
| Скороподемност           |                                                                                        | 305 m/s                                                   | до 330 m/s                               | 254 m/s                                                                                      | 254 m/s | 315 m/s                                                   |                                                    |
| Макс. далечина на полета | 2800 km (с доп. рез.)                                                                  | 3700 km                                                   | 2100 km (с доп. рез.)                    | 3943 km (с доп. рез.)                                                                        | 3330 km (с доп. рез.)                                                                                                  | 1390 km (без доп. рез., няма)                             | 3000 km (с доп. рез.)                              |
| Дължина                  | 14,1 m                                                                                 | 15,27 m                                                   | 17,37 m                                  | 15,03 m                                                                                      | 17,1 m | 15,96 m                                                   | 15,5 m                                             |
| Височина                 | 4,5 m                                                                                  | 5,34 m                                                    | 4,73 m                                   | 5,09 m                                                                                       | 4,7 m | 5,28 m                                                    | 4,78 m                                             |
| Размах на крилете        | 8,4 m                                                                                  | 10,8 m                                                    | 11,4 m                                   | 9,45 m                                                                                       | 12,3 m | 10,95 m                                                   | 9,7 m                                              |
| Тяговъоръженост          | 0,94                                                                                   | 1,10                                                      | 1,13                                     | 0,898 – 1,095                                                                                | 0,95+ | 1,16                                                      | 0,98                                               |
| Въоръжение – ракети      | 6х AIM-9 или 6х AIM-120 или 4х Скайфлаш 4х AGM-65 Маверик или 2х KEPD 350или 2х RBS-15 | до 14 MICA/ R.550 Magic/ въздух-земя/ Exocet/ ядрена ASMP | 6 различни ракети, най-често Р-27 и Р-77 | до 6 ракети AIM-120B AMRAAM 2х AIM-7 Sparrow до 6 ракети AIM-9 Sidewinder до 6 ракети IRIS-T | 4х AIM-9 или AIM-132 или IRIS-T или AIM-120 и 2х AIM-7 или 2х допълнителни AIM-120 ракети въздух-земя и противокорабни | До 13 ракети AIM-9/ AIM-132/ AIM-120/ IRIS-T/ въздух-земя | До 11 ракети PL-8/ PL-9/ PL-11/ PL-12/ въздух-земя |
| Въоръжение – бомби       | 4х GBU-12 2х Bombkapsel 90 8х Mk 82                                                    | Пейвуей                                                   | до 3500 kg (вкл. ракетите)               | до 4500 kg ракети въздух-земя, НУРС, управляеми и неуправляеми авиобомби                     | различно | Пейвуей JDAM HOPE/HOSBO                                   | КАБ-500Л и други                                   |
| Въоръжение – оръдия      | 1х 27 mm оръдие BK-27                                                                  | 1х 30 mm оръдие GIAT 30                                   | 1х 30 mm оръдие ГШ-30-1                  | 1х 20 mm Гатлинг-оръдие М61 Вулкан                                                           | 1х 20 mm Гатлинг-оръдие М61 Вулкан                                                                                     | 1х 27 mm оръдие ВК-27                                     | 1х 23 mm оръдие                                    |

## Служба
Към 2015 г. Gripen е на служба в:
- Швеция, 62 едноместни JAS 39C, 27 двуместни JAS 39D, 60 поръчани JAS 39E.
- Чехия, под наем от ВВС на Швеция, 12 едноместни JAS 39C, 2 двуместни JAS 39D.
- Унгария, под наем от ВВС на Швеция, 12 едноместни JAS 39C, 1 двуместен JAS 39D.
- ЮАР, 17 едноместни JAS 39C, 9 двуместни JAS 39D.
- Тайланд, 8 едноместни JAS 39C, 4 двуместни JAS 39D.
- Бразилия, поръчани 28 едноместни JAS 39E и 8 двуместни JAS 39F.

## Инциденти
От първия полет на самолета са станали пет инцидента, от които два преди той да бъде въведен в употреба.
- На 2 февруари 1989 първият прототип се разбива по време на кацане, извършвайки шестия си поред полет. Пилотът оцелява с една счупена ръка.
- На 8 август 1993 година друг Gripen се разбива на стокхолмския остров Лонгхолмен, близо до моста Вестерброн. Самолетът е бил управляван от същия пилот, който този път катапултира преди катастрофата. При инцидента няма ранени.
- На 20 септември 1999 година изтребител от поделението в Сотенес се разбива в езерото Венерн по време на учение. Самолетът попада в турбуленция и пилотът катапултира. Той пада в езерото невредим и е спасен от хеликоптер 27 минути по-късно.
- На 1 юни 2005 година друг самолет от поделението в Калинге отказва да приема пилотски команди по време на полет. Пилотът катапултира и се приземява с парашут без наранявания. Причините за инцидента все още се изясняват.
- На 19 април 2007 самолет от поделението в Люлео катастрофира на пистата край Видсел, северна Швеция. Поради повреда в катапулта на машината пилотът катапултира без никакво предупреждение. Инцидентът се разследва.

## Характеристики

### Основни характеристики
- Екипаж: 1 – 2
- Дължина: 14,1 m
- Размах на крилете: 8,4 m
- Височина: 4,5 m
- Площ на крилете: 25,54 m²
- Бойно тегло: 8,750 kg
- Максимално летателно тегло: 14 000 kg
- Двигател: Volvo Aero RM12, с тяга 54 kN, 80 kN с форсажна камера

#### Технически характеристики
- Максимална скорост: 2 М (2120 km/h)
- Максимална дължина на полета без презареждане: 800 km
- Таван на полета: 15 000 m

#### Въоръжение
- едно 27 mm оръдие „Mauser“ ВК-27
- 6 ракети AIM-9/IRIS-T
- 4 ракети AIM-120 AMRAAM/BAe Skyflash/MICA/Meteor
- AGM-65 Maverick/KEPD 350 или други лазерно насочвани бомби
- противокорабна ракета RBS-15
- касетъчна бомба Bombkapsel 90

## Други самолети от серията
29 – 32 – 35 – 37 – 39

## Серийни модели
- JAS 39 Gripen A/B
- JAS 39 Gripen C/D
- JAS 39 Gripen E/F

## На въоръжение
- Швеция
  - Военновъздушните сили на Швеция
- Унгария
  - Военновъздушните сили на Унгария
- Чехия
  - Военновъздушните сили на Чехия
- Република Южна Африка
  - Военновъздушните сили на Република Южна Африка
- Тайланд
  - Военновъздушните сили на Тайланд
- Бразилия
  - Военновъздушните сили на Бразилия